# IT.Niedersachsen
IT.Niedersachsen ist ein seit dem 1. Januar 2014 bestehender Landesbetrieb des Landes Niedersachsen. Der Betrieb ist aus dem aufgelösten Landesbetrieb für Statistik und Kommunikationstechnologie Niedersachsen hervorgegangen.

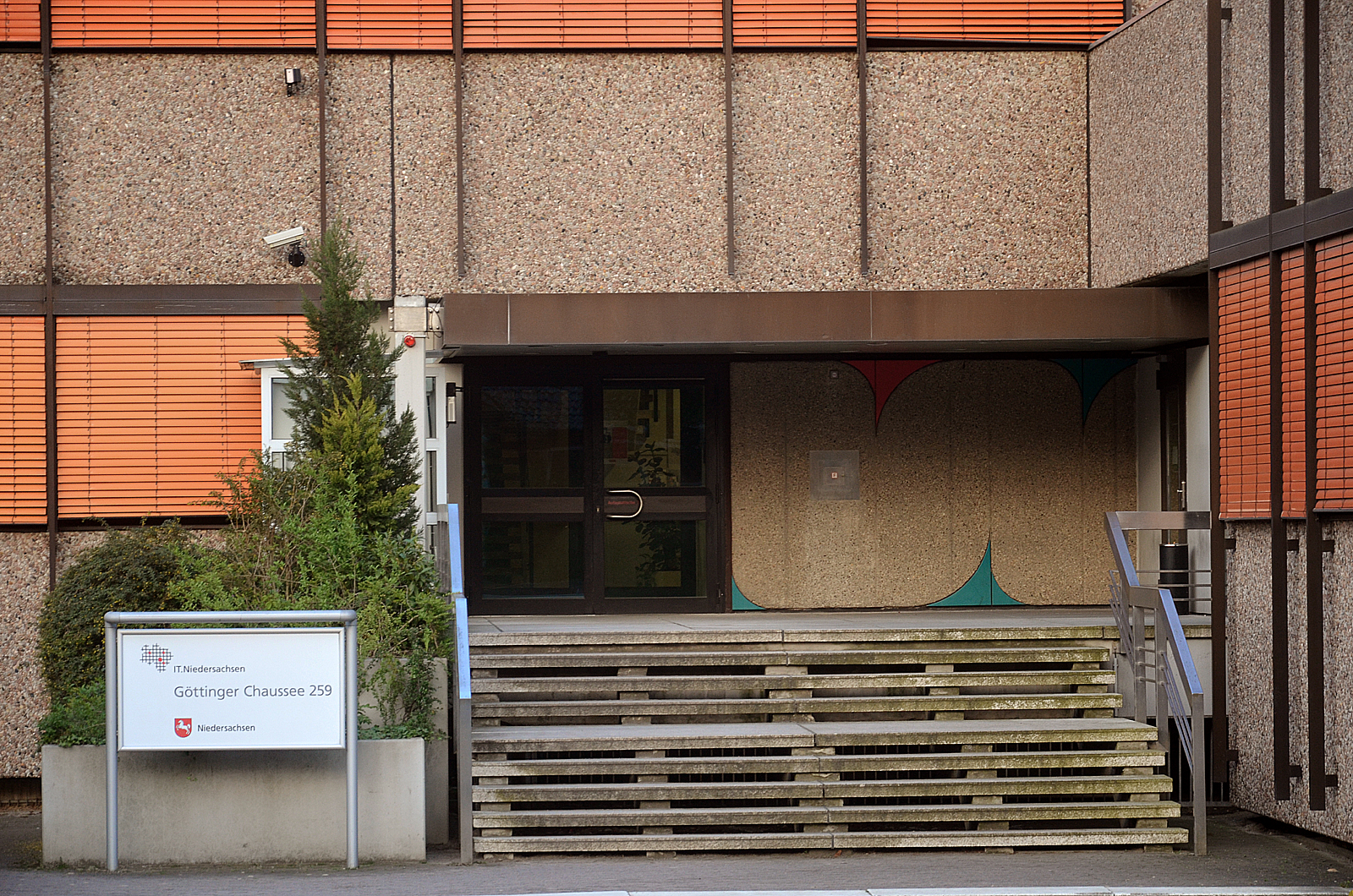
Eingang Göttinger Chaussee 259 in Hannover

Der Landesbetrieb fungiert als IT-Dienstleister für die niedersächsische Landesverwaltung.
Neben der Zentrale in Hannover gibt es Standorte in verschiedenen niedersächsischen Städten.

## Organisation
Es besteht eine Gliederung in drei Geschäftsbereiche, denen jeweils verschiedene Fachbereiche zugeordnet sind.
- Geschäftsbereich 1: Zentrale Aufgaben
  - Fachbereich 1: Kunden und Lösungen
  - Fachbereich 2: Personal, Finanzen und Zentrale Dienste
- Geschäftsbereich 2: Technik
  - Fachbereich 3: Zentraler Betrieb
  - Fachbereich 4: Regionaler Betrieb und Nutzerbetreuung
  - Fachbereich 5: Entwicklung, DTM und UCC
- Geschäftsbereich 3: Digitale Transformation
  - Fachbereich 6: eGovernment Anwendungsbetrieb DVN
  - Fachbereich 7: Digitale Verwaltung Niedersachsen (DVN)[2]

Daneben gibt es die drei Stabsstellen „Strategie“, „ISMS“ und „DSB“, welche direkt der Geschäftsleitung zugeordnet sind. Ebenso ist die „Unternehmenskommunikation“ direkt der Geschäftsleitung unterstellt.